# Устенко Олег Леонідович
Оле́г Леоні́дович Усте́нко (нар. 26 жовтня 1969 року, Київ) — український економіст. Радник Президента України з 28 травня 2019 по 30 березня 2024 року. Член наглядової ради Міжнародного Фонду Блейзера.

## Біографія
У 1995 році захистив кандидатську дисертацію на тему «Диверсифікація виробництва в умовах формування ринкової економіки (на матеріалах промисловості України)» у Київському національному економічному університеті, має науковий ступінь кандидата економічних наук.
У 2001 році отримав ступінь магістра в Гарвардському університеті.
У 2003 році став докторантом в Брандейському університеті. Вільно володіє англійською мовою.
Здійснені ним фінансово-економічні дослідження та розробки сфокусовані на країнах з ринками, що розвиваються. Країни СНД та Україна представляють його основний інтерес.
Пан Устенко брав участь в різних проектах, здійснених Світовим банком, Організацією економічного співробітництва та розвитку, урядів країн СНД і провідних університетів світу, включаючи Гарвард, Дюкський університет і Массачусетський технологічний інститут.
З 2004 року у команді Міжнародного Фонду Блейзера.
У 2014 році був директором Центру світової економіки і міжнародних відносин НАН України.
У 2019 році став радником Президента України.
Член Національної інвестиційної ради (з 21 червня 2019).
Син: Олексій Олегович Устенко ( нар. 7 квітня 1994) — український політик та економіст. Народний депутат України IX скликання.